# Piotr Czakański
Piotr Czakański (ur. 1965), polski pisarz, stypendysta Stiftung Preussische Seehandlung (Berlin) i KulturKontakt (Wiedeń). Współtwórca kwartalnika literackiego „FA-art" oraz kurator wystawy poświęconej życiu i twórczości Franza Kafki (prezentowanej m.in. na krakowskim Kazimierzu). Wraz z aktorem Teatru Cricot 2 Stanisławem Rychlickim założył Teatr „Ecrit”. Opublikował powieści Pierrot i Arlekin, Ostatnia amerykańska powieść, Aj oraz Zimno. Tłumaczony na język niemiecki. W przygotowaniu powieść „Peregrinus”. Z austriackim dyplomatą Rembertem Schleicherem (Wiedeń) wydał monografię Bajit Chadasz zaś z ks. Arturem Stopką Siedem dni w Internecie. Współtwórca Radia eM 107,6 FM. Inicjator i pomysłodawca wielu wydarzeń kulturalnych i artystycznych. Współautor ogólnopolskich kampanii reklamowych produktów z branży spirytusowej, budowlanej i wydawniczej. Producent megawidowisk  Franciszek - wezwanie z Asyżu (2013), Exodus (2014), Peregrinus (2015) oraz musicalu Jonasz (2015). Obecnie prowadzi Stadninę Koni w Ochabach, która istnieje od 1798 roku.

## Powieści
- Pierrot i Arlekin (1991)
- Ostatnia amerykańska powieść (1993)
- Aj (1996)
- Zimno (2008)

W 2006 fragment "Zimna" ukazał się w antologii "Grenzverkehr" austriackiego wydawnictwa "Drava".